# 専光寺 (世田谷区北烏山)
専光寺（せんこうじ）は、東京都世田谷区北烏山にある寺院。浄土宗単立寺院で、創建は江戸時代初期の1604年（慶長9年）に遡る。創建当初は品川にあったが後に馬喰町に移転し、1657年（明暦3年）に発生した明暦の大火によって浅草新寺町に再度移転した。その後1923年（大正12年）の関東大震災によって本堂や庫裏を焼失し、1927年（昭和2年）に現在地である烏山に移転した。専光寺は、「烏山寺町」を構成する26の寺院の1つである。江戸時代の浮世絵師である喜多川歌麿の墓があり、「歌麿寺」の通称でも知られる。歌麿の墓は、1956年（昭和31年）に東京都旧跡の指定を受けた。

## 歴史
世田谷区北烏山2丁目、4丁目、5丁目及び6丁目にかけて26の寺院が立ち並ぶ地域は、「烏山寺町」の通称で呼ばれている。烏山寺町の中央を通る道路は「寺院通り」と呼ばれ、北方向に600メートル続いている。寺院通り沿いには千歳烏山駅方面から見ると中央自動車道の手前にある妙高寺を最初として、通りの左右に16の寺院が立ち並んでいる。専光寺は、寺院通り沿いに立ち並ぶ寺院のうち奥から3番目に位置している。
専光寺の歴史は、江戸時代初期の1604年（慶長9年）に遡る。『浄土宗本末一派寺院明細帳』などの資料によれば、開山は専光和尚（元和7年酉年9月25日寂）という人物で、貞蓮社穏誉上人と呼ばれていた。専光和尚について『浄土宗明細簿』では「履歴不詳」としているが、1604年（慶長9年）正月に専光寺の住職に就任という記述が見られる。当初は品川に600坪余りの土地を江戸幕府から拝領して創建し、徳川家康の江戸入りに際して馬喰町に寺を移転した。1657年（明暦3年）に発生した明暦の大火の後、浅草新寺町に再度移転した。なお、浅草新寺町移転後の1806年（文化3年）にも火災に遭って寺の諸記録を焼失したため、歴史の詳細に不明な部分があるという。『浄土宗明細簿』では「増上寺末」としているが、その後浄土宗の単立寺院となった。
鎌倉の光明寺で学修した察常和尚が、1852年（嘉永5年）に専光寺17世の住職となった。明治以降の所在地は、浅草北松山町90番地であった。専光寺18世察音和尚の時期である1923年（大正12年）に、関東大震災が発生して専光寺は本堂や庫裏を焼失した。専光寺の境内地は区画整理の対象となり、1927年（昭和2年）に現在地である烏山に移転した。
1941年（昭和16年）5月に専光寺19世住職寿雄和尚が本堂を再建したが、この本堂は1945年（昭和20年）5月25日の夜半から翌26日未明にかけての東京都区内最後の空襲により焼夷弾の直撃を受けて庫裏とともに全焼した。本堂は第2次世界大戦終戦後の1958年（昭和33年）に再建された。

## 境内と文化財
専光寺の入り口付近に、江戸時代の浮世絵師である喜多川歌麿（秋圓了教信士）の墓への案内がある。歌麿の墓がこの寺にある理由は、専光寺が浅草にあった頃に北川家の菩提寺であった縁といい、そのため「歌麿寺」の通称でも知られる。歌麿の墓は4段の石が積み重なったものであるが、「北川」と刻された中段の台石が本来の墓石である。歌麿の子孫は既に絶えているが専光寺はその墓を守り続け、毎年9月20日の命日には供養を営んでいる。歌麿の墓は、1956年（昭和31年）3月3日に東京都旧跡の指定を受けた。
専光寺は、歌麿自身の作品や関連の文化財を所蔵している。そのうち喜多川歌麿像は、鳥文斎栄之が1825年（文政8年）に描いた肖像画（大英博物館所蔵）を宮原柳僊がその写真をもとに模写した作品で、日本国内にはこの1枚だけが現存する。その他に近現代の後刷であるが「辻君図」、「高名寛政三美人図」などの作品も所蔵する。なお、1980年（昭和55年）4月20日に専光寺で執り行われた歌麿の追善会の際に世田谷区南烏山在住の浮世絵刷師熊谷善一が、その実演を行った。専光寺には実演の参考資料として、工程見本が残されている。
歌麿の墓の近くには、和唐紙の創始者として知られる中川儀右衛門の墓もある。中川は1771年（明和8年）山城国の生まれで朝正亭義楽と号し、1804年（文化元年）頃に江戸に下って神田に住まいを定めて紙の商いを行っていた。彼は中国から輸入されていた唐紙をもとに、和唐紙を創り出した。中川は和唐紙の他にも「燃える水」といわれた石油を日本で初めて販売した人物である。1838年（天保9年）に68歳で没し、専光寺に葬られた。戒名は「仁誉慈雲義楽居士」という。なお、『刑事コロンボ』の吹き替えで知られる俳優の小池朝雄も専光寺に墓地がある。小池の墓は、歌麿の墓からやや奥まったところに存在している。

## 交通アクセス
所在地
- 東京都世田谷区北烏山4丁目28番1号

交通
- 千歳烏山駅バス停留所から関東バス「久我山病院」行き乗車、「寺院通4番」バス停留所下車[4]。